# Gambrinus liga 2007-08
La Gambrinus liga 2007-08 fue la decimoquinta edición de la Gambrinus liga, la máxima categoría del fútbol profesional de la República Checa. El torneo se comenzó a disputar el día 4 de agosto de 2007 y finalizó el 17 de mayo de 2008. El SK Slavia Praga se adjudicó el campeonato por segunda vez en su historia.

## Datos de los clubes
| Club                       | Ciudad             | Estadio                          | Capacidad |
| -------------------------- | ------------------ | -------------------------------- | --------- |
| 1. FC Brno                 | Brno               | Městský fotbalový stadion Srbská | 12.550    |
| AC Sparta Praga            | Praga              | Generali Arena                   | 20.854    |
| FC Baník Ostrava           | Ostrava            | Bazaly                           | 17.372    |
| FC Bohemians 1905          | Praga              | Ďolíček                          | 7.500     |
| FC Slovan Liberec          | Liberec            | Stadion u Nisy                   | 9.900     |
| FC Tescoma Zlín            | Zlín               | Letná Stadion                    | 6.375     |
| FC Viktoria Plzeň          | Pilsen             | Stadion města Plzně              | 13.000    |
| FK Baník Most              | Most               | Letní Stadion Most               | 7.500     |
| FK Jablonec 97             | Jablonec nad Nisou | Střelnice Stadion                | 6.280     |
| FK Mladá Boleslav          | Mladá Boleslav     | Městský Stadion                  | 5.000     |
| FK Teplice                 | Teplice            | Na Stínadlech                    | 18.221    |
| FK Viktoria Žižkov         | Praga              | FK Viktoria Stadion              | 5.600     |
| SK Dynamo České Budějovice | České Budějovice   | Stadion Střelecký ostrov         | 6.681     |
| SK Kladno                  | Kladno             | Stadion Františka Kloze          | 4.000     |
| SK Sigma Olomouc           | Olomouc            | Andrův stadion                   | 12.566    |
| SK Slavia Praga            | Praga              | Eden Arena                       | 21.000    |

## Sistema de competición
La Gambrinus liga 2007/08 estuvo organizada por la Federación de Fútbol de la República Checa.
Constó de un grupo único integrado por dieciséis clubes de toda la geografía checa. Siguiendo un sistema de liga, los dieciséis equipos se enfrentaron todos contra todos en dos ocasiones -una en campo propio y otra en campo contrario- sumando un total de 30 jornadas. El orden de los encuentros se decidió por sorteo antes de empezar la competición.
La clasificación final se estableció con arreglo a los puntos obtenidos en cada enfrentamiento, a razón de tres por partido ganado, uno por empatado y ninguno en caso de derrota. Si al finalizar el campeonato dos equipos igualaron a puntos, los mecanismos para desempatar la clasificación fueron los siguientes:
1. El que tenga una mayor diferencia entre goles a favor y en contra en los enfrentamientos entre ambos. (Gol average)
2. Si persiste el empate, se tiene en cuenta la diferencia de goles a favor y en contra en todos los encuentros del campeonato.
3. Si aún persiste el empate, se tiene en cuenta el mayor número de goles a favor en todos los encuentros del campeonato.

Si el empate a puntos es entre tres o más clubes, los sucesivos mecanismos de desempate fueron los siguientes: 
1. La mejor puntuación de la que a cada uno corresponda a tenor de los resultados de los partidos jugados entre sí por los clubes implicados.
2. La mayor diferencia de goles a favor y en contra, considerando únicamente los partidos jugados entre sí por los clubes implicados.
3. La mayor diferencia de goles a favor y en contra teniendo en cuenta todos los encuentros del campeonato.
4. El mayor número de goles a favor teniendo en cuenta todos los encuentros del campeonato.
5. El club mejor clasificado con arreglo a los baremos de fair play.

### Efectos de la clasificación
El equipo que más puntos sumó al final del campeonato fue proclamado campeón de liga y obtuvo el derecho automático a participar en la tercera ronda previa de la Liga de Campeones de la UEFA, el subcampeón se clasificó para la segunda ronda previa de esta misma competición. El tercer clasificado obtuvo el derecho a participar en la primera ronda de la Copa de la UEFA. El quinto clasificado obtuvo una plaza para disputar la segunda ronda de la Copa Intertoto.
El campeón de la Copa de la República Checa obtuvo la clasificación a la segunda ronda previa de la Copa de la UEFA. Los clasificados en posición 15º y 16º descendieron directamente a la segunda categoría checa.

## Clasificación
|  |     | Equipos de fútbol     | PJ | PG | PE | PP | GF | GC | Dif | Pts |
|  | --- | --------------------- | -- | -- | -- | -- | -- | -- | --- | --- |
|  | 1.  | SK Slavia Praga (C)   | 30 | 17 | 9  | 4  | 45 | 24 | +21 | 60  |
|  | 2.  | AC Sparta Praga       | 30 | 17 | 6  | 7  | 53 | 26 | +27 | 57  |
|  | 3.  | FC Baník Ostrava      | 30 | 15 | 10 | 5  | 51 | 28 | +23 | 55  |
|  | 4.  | 1. FC Brno            | 30 | 16 | 7  | 7  | 43 | 32 | +11 | 55  |
|  | 5.  | FK Teplice            | 30 | 16 | 5  | 9  | 40 | 27 | +13 | 53  |
|  | 6.  | FC Slovan Liberec     | 30 | 12 | 8  | 10 | 35 | 31 | +4  | 44  |
|  | 7.  | FK Mladá Boleslav     | 30 | 11 | 9  | 10 | 37 | 36 | +1  | 42  |
|  | 8.  | FC Tescoma Zlín       | 30 | 10 | 8  | 12 | 28 | 31 | -3  | 38  |
|  | 9.  | FC Viktoria Plzeň     | 30 | 10 | 8  | 12 | 32 | 37 | -5  | 38  |
|  | 10. | FK Viktoria Žižkov    | 30 | 10 | 7  | 13 | 35 | 48 | -13 | 37  |
|  | 11. | SK Sigma Olomouc      | 30 | 8  | 12 | 10 | 20 | 26 | -6  | 36  |
|  | 12. | FK Jablonec 97        | 30 | 8  | 9  | 13 | 24 | 32 | -8  | 33  |
|  | 13. | SK Dynamo             | 30 | 8  | 8  | 14 | 27 | 35 | -8  | 32  |
|  | 14. | SK Kladno             | 30 | 6  | 9  | 15 | 31 | 45 | -14 | 27  |
|  | 15. | FC Bohemians 1905 (D) | 30 | 5  | 11 | 14 | 24 | 40 | -16 | 26  |
|  | 16. | FK Baník Most (D)     | 30 | 4  | 8  | 18 | 31 | 58 | -27 | 20  |

PJ = Partidos jugados; PG = Partidos ganados; PE = Partidos empatados; PP = Partidos perdidos; GF = Goles a favor; GC = Goles en contra; Dif = Diferencia de goles; Pts = Puntos
|  | Clasificado para la tercera ronda previa de la Liga de Campeones de la UEFA 2008-09 |
|  | Clasificado para la segunda ronda previa de la Liga de Campeones de la UEFA 2008-09 |
|  | Clasificado para la primera ronda de la Copa de la UEFA 2008-09                     |
|  | Clasificado para la segunda ronda previa de la Copa de la UEFA 2008-09              |
|  | Clasificado para la segunda ronda de la Copa Intertoto de la UEFA 2008              |
|  | Desciende a la Druhá liga                                                           |

| (C) Campeón    |
| (D) Descendido |

## Máximos goleadores
| Jugador           | Goles | Equipo                         |
| ----------------- | ----- | ------------------------------ |
| Václav Svěrkoš    | 15    | FC Baník Ostrava               |
| Miroslav Slepička | 12    | AC Sparta Praga                |
| Jan Rajnoch       | 11    | Mladá Boleslav                 |
| Goce Toleski      | 11    | SK Slavia Praga / FK SIAD Most |
| Lukáš Magera      | 9     | FC Baník Ostrava               |
| Libor Došek       | 8     | AC Sparta Praga                |
| Róbert Zeher      | 8     | FC Baník Ostrava               |
| Libor Žůrek       | 8     | FC Tescoma Zlín                |
| Aleš Besta        | 7     | 1. FC Brno                     |
| Martin Fenin*     | 7     | FK Teplice                     |
| Stanislav Vlček*  | 7     | SK Slavia Praga                |

- *Jugadores traspasados en el mercado invernal.